# 短鼻袋狸属
短鼻袋狸屬（Isoodon, 短鼻袋狸），哺乳綱的一屬，屬於袋狸科，而與短鼻袋狸屬（短鼻袋狸）同科的動物尚有兔耳袋狸屬（兔耳袋狸）、袋狸屬（帶袋狸）、豚足袋狸屬（豚足袋狸）等之數種哺乳動物。